# Lynchning
Lynchning (fra engelsk lynching) er en udførelse af ulovlig selvtægt, som regel en offentlig henrettelse udført af en gruppe eller større folkemasse. Begrebet forbindes ofte med henrettelser af afroamerikanere i Sydstaterne i USA. Begrebets oprindelse er usikker, men har formentlig baggrund i navnet på dommeren Charles Lynch, der var kendt for at hænge dem, der stod på den anden side under den amerikanske uafhængighedskrig i 1700-tallet.
Lynchning gennemføres oftest ved hængning, men kan også ske ved stening, skydning eller myrdet på anden vis. Formålet er at straffe en påstået overtræder eller synder, eller for at afskrække og/eller kontrollere en befolkningsgruppe. Lynchning er til tider set retfærdiggjort ved, at det er en gennemførelse af retfærdighed uden at blive forsinket af retsvæsnet, der enten er langsomt eller på anden måde ineffektivt.
Lynchninger er ofte forekommende i samfund præget af krig eller andre uroligheder, hvor sædvanlig politimæssig ordenshåndhævelse er helt eller delvist fraværende. Lynchning er kendt fra det amerikanske vilde vesten i 1800-tallet hvor "Lynch law" rådede i afsidesliggende områder, hvor lov og orden enten manglede, eller hvor myndighedernes tilstedeværelse var enten helt fraværende eller særlig svag.
I perioden fra 1880-1910 forekom lynchninger af jøder ofte i Rusland i form af såkaldte pogromer og i nogenlunde samme periode var lynchning endvidere forholdsvist udbredt i Sydstaterne i USA, hvor spændinger mellem hvide amerikanere og afro-amerikanere førte til lynchning af afroamerikanere. Lynchning finder fortsat sted i dag i flere lande, hvorfra der rapporteres om drab udført af en ophidset folkemængde på angivelige forbrydere eller krænkere af tro eller traditioner.

## Etymologi
Ordets oprindelse er ikke fuldstændig fastslået, men det er almindelig antaget, at det stammer fra et navn. I USA er begrebet "lynching" eller "lynch law" traditionelt tilskrevet kvækeren Charles Lynch (1736–1796). Charles Lynch var en plantageejer i Virginia og en aktivist i den amerikanske uafhængighedskrig mod briterne. Han var leder af en folkedomstol i Virginia, der straffede loyallister, tilhængere af Storbritannien.
Det har dog været foreslået andre mindre sandsynlige oprindelser som ophav til ordet:
- William Lynch (1742–1820) fra Virginia har påstået, at udtrykket første gang blev benyttet for overenskomst, som blev underskrevet af ham og hans naboer i amtet Pittsylvania.
- James Lynch Fitzstephen fra Galway i Irland, som i egenskab af borgmester i Galway lod sin egen søn hænge fra balkonen i sit hus efter at have fundet ham skyldig i mordet på en spansk besøgende i 1493.[4][5]
- Lingchi ("langsom prosess"), en kinesisk form for henrettelse som blev benyttet fra ca. 900 til 1905.[6]
- Et arkaisk verbum, "to linch", at slå nogen fordærvet med et bøjeligt redskab, at straffe, tugte eller mishandle.[2]

## USA
"Lynch lov" – en form for straffejustis, som oftest medførte hængning uden rettergang af formodede kriminelle – kastede lange skygger over de amerikanske sydstater fra midten af 1800-tallet og frem til midten af 1900-tallet. Før borgerkrigen var ofrene oftest Slaverislaver og personer under mistanke for at hjælpe slaver på flugt fra ejeren.
Efter borgerkrigens afslutning blev Sydstaternes slaveri formelt afskaffet, ligesom de tidligere slaver opnåede borgerrettigheder, herunder stemmeret. Samfundsomvæltningerne i Sydstaterne kaldte mange hvide til kamp for at beholde den sociale dominans. Hemmelige borgerværn- og oprørske grupper som Ku Klux Klan (KKK) bedrev omfattende lynchninger, hvor de dræbte udvalgte eller tilfældige sorte for at kue den afroamerikanske befolkning. Ved vedtagelsen af den amerikanske føderale lov "Enforcement Act" fra 1871 fik USA's præsident udvidede beføjelser til at bekæmpe Ku Klux Klan og andre borgerværn m.v., der undertrykte afroamerikanernes borgerrettigheder og foretog lynchninger. Der blev herefter indsat regeringsstyrker, der i et vist omfang fik begrænset klanens indflydelse i Sydstaterne, uden dog at kunne bringe lynchningerne til ophør. Ved valget i 1876 fik Det demokratiske parti imidlertid politisk magt i Sydstaterne, hvilket indebar af mange af delstaterne vedtog nye forfatninger og love, der i praksis fratog de fleste afroamerikaneres (og mange fattige hvides) borgerrettigheder, ligesom der blev etableret foranstaltninger, der sikrede raceadskillelse og udelukkede afroamerikanere fra det offentlige liv. Det anslås, at op imod 5.000 afroamerikanere blev lynchet i USA mellem 1860 og 1890.
Racehadet i USA ulmede fortsat, og resulterede iblandt i lynchninger, når modsætningerne mellem den hvide og afroamerikanske befolkningsgrupper blev tydelige. Mere end 20 sorte afroamerikanere blev lynchet i 1910 efter verdensmesterskabet i sværvægtsboksning mellem den sorte Jack Johnson og den hvide James J. Jeffries i "Århundredes kamp". Også udgivelsen af filmen En nations fødsel (The Birth of a Nation, også kendt som The Clansman) i 1915 fik urolighederne - og lynchningerne - til at blusse op. Filmen fremstiller Ku Klux Klan i et positivt lys, hvilket gav klanen et opsving i USA.
27. juli 1919 padlede den afroamerikanske teenager Eugene Williams sammen med nogle venner i Lake Michigan i sommervarmen. De tog ud mellem "de hvides strand" ved 26. gade og "negerstranden" ved 29. gade. Da de kom ind i "det hvide område", smed en hvid mand sten mod kanoen, og ramte Williams, der ikke kunne svømme. En politimand på "de hvides strand" ville hverken arrestere stenkasteren eller komme Williams til hjælp. Den unge mand døde senere.  Oprørte mennesker samlede sig, da politimanden ikke ville gribe ind; og i de voldsomme optøjer, der fulgte, blev 23 afroamerikanere og 15 hvide dræbt, 537 såret og omkring 1.000 afroamerikanske familier hjemløse. Volden kom helt ud af kontrol, og i 13 dage var Chicago lovløst område, selv om hæren blev indkaldt allerede den fjerde dag.  Ved én anledning måtte maskingevær køres ind, og soldater trække bajonetterne, for at få 600 forsamlede hvide til at sprede sig. 
Efter 1935 sank antallet af lynchninger. Som værste enkeltepisode regnes lynchningen af 11 italienere i New Orleans 14. marts 1891. Mændene var mistænkt for at være tilknyttet et kriminelt siciliansk netværk, der stod bag drabet på byens politimester. Imidlertid blev de frikendt, og den oprørte folkemængde tog sagen i egne hænder og brød sig ind i fængslet, hvor italienerne stadig opholdt sig. Fangevogterne slap italienerne ud af cellerne og bad dem om at gemme sig, hvor de kunne; men ni blev fundet og skudt, mens to blev hængt udenfor. 

## I andre lande (udvalg)
Lynchninger i Palæstina er ofte rapporteret, hvor påståede "spioner" for Israel er blevet dræbt af ophidsede folkemængder.
Lynchninger er rapporteret fra bl.a. Pakistan, Afghanistan og Indien som følge af ophidsede folkemængder, der har anset en eller flere personer for at have udøvet blasfemi.
Lynchninger i Syd- og Mellemamerika er ofte forekommende. I Brasilien blev således alene i 2016 rapporteret 173 tilfælde.  Den 23. november 2004 blev tre mexikanske politifolk, der efterforskede narkokriminalitet, lynchet i byen San Juan Ixtayopan i Tláhuac af en menneskemængde, der mistænkte dem for at bortføre børn fra en skole. Politifolkene identificerede sig, men blev tævet bevidstløse, før der blev sat ild til dem.
I Europa har der tidligere sket omfattende lynchninger under jødeforfølgelser i Det Russiske Kejserrige og i Sovjetunionen, benævnt pogromer. Pogromer fandt primært sted i tiden fra ca. 1880 til 1910; men fortsatte frem til 1945, og var en af årsagerne til, at mange jøder udvandrede til primært USA omkring århundredeskiftet.
Under apartheidregimet i Sydafrika var lynchninger også ofte forekommende. Mange sorte sydafrikanere havde mistet tilliden til regimets retssystem, hvorfor der blev oprettet "folkedomstole", der dømte i sager, hvor der blev krævet retfærdighed. En henrettelsesmetode er necklacing, hvor offeret får et bildæk fyldt med benzin om halsen og armene, hvorefter der sættes ild til benzinen og offeret. Denne praksis var almindelig i 1980'erne og også i 1990'erne efter apartheidregimets fald. Nelson Mandelas ægtefælle Winnie Mandela vakte opmærksomhed, da hun udtalte at "med vore tændstikker og "halsbånd" skal vi befri dette land."  Lynchninger bl.a. med brug af benzinfyldte bildæk forekommer fortsat i Sydafrika.
Også i Nigeria praktiseres lynchning ved necklacing, da korrupt politi er mere frygtet end forbrydere. Offeret kan være i live i tyve minutter før døden indtræder.  I Kenya er det stadig et problem, at ældre mennesker anklages for trolddomskunster og lynches af overtroiske naboer, bevæbnet med økser og macheter, i rene hekseprocesser. 